# آدریان هیث
آدریان هیث (انگلیسی: Adrian Heath؛ زادهٔ ۱۱ ژانویهٔ ۱۹۶۱>) بازیکن فوتبال اهل بریتانیا است.
از باشگاه‌هایی که در آن بازی کرده‌است می‌توان به باشگاه فوتبال استوک سیتی، باشگاه فوتبال اسپانیول، باشگاه فوتبال استون ویلا، باشگاه فوتبال شفیلد یونایتد، باشگاه فوتبال منچستر سیتی، باشگاه فوتبال اورتون، و باشگاه فوتبال برنلی اشاره کرد.
وی همچنین در تیم ملی فوتبال زیر ۲۱ سال انگلستان بازی کرده‌است.